# Ptychocharax
Ptychocharax is een monotypisch geslacht van straalvinnige vissen uit de familie van de karperzalmen (Characidae).

## Soort
- Ptychocharax rhyacophila Weitzman, Fink, Machado-Allison & Royero L., 1994